# Per Myrberg
Per Nils Myrberg, född  11 juli 1933 i Oscars församling i Stockholm, död 28 december 2023 i Högalids distrikt i Stockholm, var en svensk skådespelare och sångare.

## Biografi

### Bakgrund
Per Myrberg var son till stadsarkitekten Nils Myrberg och sångerskan Eva-Lisa Lennartsson.

### Karriär
Per Myrberg hade till en början planer på att bli jazzmusiker men kom in vid Dramatens elevskola 1955 och examinerades 1957. Han har därefter varit verksam vid denna scen med tillfälliga gästspel på scener som Lilla Teatern (1962–1963) som han drev tillsammans med Helena Brodin, Björn Gustafson och Monica Nielsen (skolkamrater på Dramatens elevskola), Scalateatern (1967), Stockholms stadsteater (1968) och Folkan.
Myrberg var en mångsidig skådespelare och artist med kabaréframträdanden och gjorde sig också känd när han 1964–1965 låg etta på Svensktoppen i 40 veckor med sången "Trettifyran". Han har senare också framträtt på operascenen i Sven-David Sandströms "Staden" (1998), och även varit flitigt sysselsatt med dubbning av animerad film. Repertoarbredden framgår också av alla scen-, TV och filmroller som spänner mellan komedi och tragedi, från filmdebuten som Erik i Värmlänningarna (Göran Gentele, 1957) till senare karaktärsroller. Här finns komiska roller som i Adam och Eva (Åke Falck, 1963), tragikomiska som i Jan Halldoffs Myten (1966) och mer dramatiska som pojkvännen i Vilgot Sjömans Älskarinnan (1962), greven i Alf Sjöbergs Ön (1966) och rektorn i Vilgot Sjömans äktenskapsdrama Garaget (1975). Några av de mer minnesvärda gestalterna inom TV-mediet ligger mycket inom det tragikomiska facket, som Gunnar i Det var då... (1989) eller den sjangserade baronen Urse i TV-serien Hedebyborna (1978).
På 2000-talet har Myrberg medverkat i bland annat TV-serierna Saltön (2005) och Gynekologen i Askim (2007). Han har även en roll i The Girl with the Dragon Tattoo (David Fincher, 2011).
Han erhöll Riksteaterns stipendium 1956, Teaterförbundets Gösta Ekman-stipendiet 1978, det av Svenska Akademien utdelade Carl Åkermarks stipendium 1988, den kungliga medaljen Litteris et Artibus 1988 och O'Neill-stipendiet 1996.

### Privatliv
Per Myrberg var gift första gången 1953–1960 med Margot Land (1931–2005), omgift Hellberg (inga barn). Andra gången var han gift 1960–1976 med författaren Barbro Myrberg (1933–1993) och fick två söner, bland dem Fredrik Myrberg (född 1963). Tillsammans med Madeleine Stenström (1946–1995), dotter till Urban Stenström, fick han dottern Sofia Stenström (född 1978). Tredje gången gifte han sig 2003 med Sara Larsson (född 1961), med vilken han har en son.

## Priser och utmärkelser
- Gösta Ekman-stipendiet,  1978
- Litteris et Artibus,  1988
- O'Neill-stipendiet,  1996
- Till Adam Brombergs minne,  2009

[Redigera Wikidata]

## Diskografi i urval
Singel
- 1961 – Herr Lundberg
- 1966 – Gul gul gul är vår undervattningsbåt
- 1967 – En valsfan
- 1968 – Mitt namn är Jack
- 1969 – Nån gång

EP
- 1962 – Ja-da
- 1963 – Hela kvällen är vår
- 1964 – Trettifyran
- 1965 – Alltid på väg, svensk text av Lennart Hellsing till King of the Road
- 1969 – Twist-Fia

LP
- 1963 – Minns i November
- 1964 – Per Myrberg läser Gustaf Fröding
- 1965 – Trettifyran
- 1999 – 34:an och andra guldkorn
- 2007 – Sommarnatt – Per Myrberg sjunger Taube

## Filmografi i urval
| År   | Titel                               | Notering                             |
| ---- | ----------------------------------- | ------------------------------------ |
| 1957 | Värmlänningarna                     |                                      |
| 1960 | Domaren                             |                                      |
| 1961 | Pongo och de 101 dalmatinerna       | Röst till Roger i originaldubbningen |
| 1961 | Lustgården                          |                                      |
| 1962 | Älskarinnan                         |                                      |
| 1963 | Adam och Eva                        |                                      |
| 1965 | Kattorna                            |                                      |
| 1966 | Ön                                  |                                      |
| 1966 | Myten                               |                                      |
| 1966 | Made in Sweden                      |                                      |
| 1969 | Solens tempel                       | Röst                                 |
| 1970 | Aristocats                          | Röst till Thomas O´Malley            |
| 1974 | En handfull kärlek                  |                                      |
| 1975 | Garaget                             |                                      |
| 1977 | Paradistorg                         |                                      |
| 1982 | Den enfaldige mördaren              |                                      |
| 1986 | Resan till Amerika                  | Röst                                 |
| 1987 | Malacca                             |                                      |
| 1987 | Svart gryning                       |                                      |
| 1989 | Den lilla sjöjungfrun               | Röst till Sebastian                  |
| 1990 | Hemligheten                         |                                      |
| 1990 | Honungsvargar                       |                                      |
| 1991 | Rock-A-Doodle                       | Röst                                 |
| 1995 | Alfred                              |                                      |
| 2001 | Atlantis – En försvunnen värld      | Röst till Preston Whitmore           |
| 2002 | Asterix & Obelix: Uppdrag Kleopatra | Berättarröst                         |
| 2003 | Atlantis – Milos återkomst          | Röst till Preston Whitmore           |
| 2003 | Chess                               |                                      |
| 2011 | The Girl with the Dragon Tattoo     |                                      |
| 2013 | Tyskungen                           |                                      |
| 2015 | I nöd eller lust                    |                                      |

## TV i urval
| År        | Titel                                                          | Notering               |
| --------- | -------------------------------------------------------------- | ---------------------- |
| 1958      | Äventyr med gammal bil                                         |                        |
| 1961      | Eurydike                                                       |                        |
| 1961      | Dacke                                                          |                        |
| 1961      | Ett resande teatersällskap                                     |                        |
| 1961      | Taggen                                                         |                        |
| 1962      | På jakt efter lyckan                                           |                        |
| 1962      | Värmlänningarna                                                |                        |
| 1969      | Tigerlek                                                       |                        |
| 1970      | En lille dosis Strindberg - eller selvforsvarets brutale kunst |                        |
| 1970      | Reservatet                                                     |                        |
| 1972      | Alberte                                                        |                        |
| 1972      | Spöksonaten                                                    |                        |
| 1973      | Revisorn                                                       |                        |
| 1973      | Kontrollanten                                                  |                        |
| 1977      | Kalkonen                                                       |                        |
| 1978      | Järnspisrum                                                    |                        |
| 1978      | Strandfyndet                                                   | TV-serie               |
| 1978      | Hedebyborna                                                    | TV-serie               |
| 1980      | Hyenan ler faktiskt inte...                                    |                        |
| 1981      | Babels hus                                                     | TV-serie               |
| 1983      | Spanarna                                                       | TV-serie               |
| 1983      | Mannen utan själ                                               |                        |
| 1984      | Rosmersholm                                                    |                        |
| 1985      | Nya Dagbladet                                                  | TV-serie               |
| 1986      | De två saliga                                                  |                        |
| 1987      | Paganini från Saltängen                                        | TV-serie               |
| 1987      | Svart gryning                                                  |                        |
| 1988      | Månguden                                                       |                        |
| 1989      | Det var då...                                                  | TV-serie               |
| 1991      | Din vredes dag                                                 | TV-serie               |
| 1991      | Kopplingen                                                     | TV-serie               |
| 1993      | Rosenbaum                                                      | TV-serie               |
| 1994      | Fallet Paragon                                                 | TV-serie               |
| 1999–2000 | Rederiet                                                       | TV-serie               |
| 2003      | Spung                                                          | TV-serie               |
| 2005–2010 | Saltön                                                         | TV-serie               |
| 2007–2011 | Gynekologen i Askim                                            | TV-serie               |
| 2007      | Svensson, Svensson                                             | TV-serie               |
| 2008      | Livet i Fagervik                                               | TV-serie               |
| 2010–2015 | Babar och Badous äventyr                                       | Röst i TV-serie        |
| 2016      | Gentlemen & Gangsters                                          | TV-serie               |
| 2018      | Bonusfamiljen                                                  | TV-serie[källa behövs] |

## Roller i teater
| År   | Roll                                 | Produktion                                                               | Regi                                                   | Teater                 |
| ---- | ------------------------------------ | ------------------------------------------------------------------------ | ------------------------------------------------------ | ---------------------- |
| 1956 |                                      | Ornilfe                                                                  |                                                        | Dramaten               |
| 1958 | Rodolpho, Marcos bror                | Utsikt från en bro Arthur Miller                                         | Alf Sjöberg                                            | Dramaten               |
| 1960 | Laertes                              | Hamlet William Shakespeare                                               | Alf Sjöberg                                            | Dramaten               |
| 1961 | Konstantin                           | Måsen Anton Tjechov                                                      | Ingmar Bergman                                         | Dramaten               |
| 1962 | Leon Phitts                          | Leon Phitts är död (Leon Phitts Is Dead) Mark Zalk                       | Hans Abramson                                          | Lilla Teatern          |
| 1962 | Zepo                                 | Party: Picknick på slagfältet (Pique-nique en campagne) Fernando Arrabal | Jackie Söderman                                        | Lilla Teatern          |
| 1962 | Hjälte 2                             | Party: De tre hjältarna (I tre bravi) Dario Fo                           | Jackie Söderman                                        | Lilla Teatern          |
| 1962 | Berättaren                           | Party: Drömmar i Omsk Lars Forssell                                      | Jackie Söderman                                        | Lilla Teatern          |
| 1963 | Unge Prochazka, son till en slaktare | Svejk i andra världskriget Bertolt Brecht                                | Alf Sjöberg                                            | Dramaten               |
| 1963 | Sune Stark                           | Sagan Hjalmar Bergman                                                    | Ingmar Bergman                                         | Dramaten               |
| 1967 | Jaques                               | Flickan i Montreal Lars Forssell                                         | Jackie Söderman                                        | Dramaten               |
| 1973 | Gösta Berling                        | Gösta Berlings saga Selma Lagerlöf                                       | Johan Bergenstråhle Marie-Louise De Geer Bergenstråhle | Stockholms stadsteater |
| 1976 | Den maskerade herrn                  | Längtan Frank Wedekind                                                   | Jonas Cornell                                          | Stockholms stadsteater |
| 1977 | Premiärlöjtnant                      | Slaget vid Lobositz Peter Hacks                                          | Friedo Solter                                          | Stockholms stadsteater |
| 1978 | Piper, general                       | Wärdshuset Haren och Vråken Lars Forssell                                | Fred Hjelm                                             | Stockholms stadsteater |
| 1979 | Majakovskij                          | Kollontaj Agneta Pleijel                                                 | Alf Sjöberg                                            | Dramaten               |
| 1980 | Johann Wilhelm Möbius                | Fysikerna Friedrich Dürrenmatt                                           | Per Sjöstrand                                          | Dramaten               |
| 1982 | Kapten von Trapp                     | Sound of Music Richard Rodgers och Oscar Hammerstein                     | Stig Olin                                              | Folkan                 |
| 1990 | Doktor Libius                        | Amorina Carl Jonas Love Almqvist                                         | Peter Stormare                                         | Dramaten               |
| 1993 | Mannen                               | Tupilak Per Olov Enquist                                                 | Pia Forsgren                                           | Dramaten               |
| 1994 | Översten                             | Spöksonaten August Strindberg                                            | Andrzej Wajda                                          | Dramaten               |
| 1995 | Fadern                               | Vigseln Witold Gombrowicz                                                | Karl Dunér                                             | Dramaten               |
| 1997 | Bertram                              | The Black Rider Robert Wilson, Tom Waits och William Burroughs           | Rickard Günther                                        | Dramaten               |
| 1999 | Professorn                           | Markurells i Wadköping Hjalmar Bergman                                   | Peter Dalle                                            | Dramaten               |
| 2000 | Översten                             | Spöksonaten August Strindberg                                            | Ingmar Bergman                                         | Dramaten               |
| 2006 | Teaterkatten Gus                     | Cats Andrew Lloyd Webber och T.S. Eliot                                  | Hans Berndtsson                                        | Göteborgsoperan        |
| 2008 | Professor Serebrjakov                | Onkel Vanja Anton Tjechov                                                | Hilda Hellwig                                          | Dramaten               |
| 2009 | Teaterkatten Gus                     | Cats Andrew Lloyd Webber och T.S. Eliot                                  | Hans Berndtsson                                        | Cirkus, Stockholm      |

## Roller i Radioteater
| År   | Roll                       | Produktion                      | Regi            |
| ---- | -------------------------- | ------------------------------- | --------------- |
| 1963 | Hans Lindkvist, visualizer | Trivselmyra story Lars Björkman | Hans Lagerkvist |
| 1995 | Gandalf, trollkarl         | Sagan om Ringen                 | Tomas Blom      |